# Кошелюк, Олег Борисович
Олег Борисович Кошелюк (укр. Олег Борисович Кошелюк; 7 сентября 1969, Львов, Украинская ССР, СССР) — советский и украинский футболист, полузащитник и нападающий.

## Карьера

### Ранние годы
Олег Кошелюк родился 7 сентября 1969 во Львове. Футболом начал заниматься со второго класса общеобразовательной школы. Участвовал в соревнованиях «Кожаный мяч». Начинал заниматься футболом в ДЮСШ города Павлоград. Первые тренеры — Г. Кумченко и М. Гарифулин. Затем начал тренироваться в спецклассе при главной команде города «Колосе».

### Начало карьеры
В 1985 году, в 15-летнем возрасте дебютировал в составе главной команды «Колоса» во второй лиге СССР. В дебютном сезоне сыграл 17 матчей. В 1986 году команда сменила название на «Шахтёр», а Кошелюк продолжил выступать в павлоградской команде до 1988 года. За это время в первенстве сыграл 89 матчей и отметился 4 голами, ещё 1 матч сыграл в кубке СССР. В 1988 году перешёл в состав днепропетровского «Днепра», из высшей лиги. Дебютировал 11 июня 1988 в победном (1:0) домашнем матче Кубка Федерации против «Металлиста». Кошелюк вышел после перерыва, заменив Андрея Сидельникова. Единственный матч в высшей лиге сыграл 14 ноября в домашнем матче против «Динамо» Минск (4:3). «Днепр» к тому времени уже обеспечил себе золотые медали чемпионата, основной состав улетел на международный турнир в Марокко, и в последней игре выступали дублёры Отыграл весь поединок, а на 24-й минуте открыл счёт. Также в 1988 году отметился 3 голами за «Днепр» в первенстве дублёров.

### Одесский период
Военную службу прошёл в одесском СКА. В первенстве СССР сыграл 85 матчей, забил 15 голов. 6-7 игроков команды в итоге оказались в одесском «Черноморце». В 1991 году туда перешёл и Кошелюк. Дебютировал 3 марта 1991 года в проигранном 0:1 выездном матче 1/4 финала кубка СССР против «Арарата». Вышел на поле в стартовом составе, а на 63-й минуте его заменил Владимир Зинич. В чемпионате СССР дебютировал 16 марта 1991 года в выездном поединке против «Памира» (1:1) — вышел на поле после перерыва, заменив Александра Щербакова. Дебютный гол забил 28 апреля на 59-й минуте домашнего матча 8-го тура высшей лиги против «Металлурга» (3:0). За сезон забил 6 голов, выступая на позиции под нападающим.
С 1992 года Кошелюк продолжал выступать в составе «Черноморца» в высшей лиге чемпионата Украины. Дебютировал 6 марта 1992 года в матче 1-го тура первой подгруппы против львовских «Карпат» (2:2). Дебютним голом вотличился 11 сентября на 89-й минуте выездного матча 5-го тура против запорожского «Металлурга» (3:2). Регулярно выступал в еврокубках. В 1992 году «Черноморец» стал обладателем Кубка Украины, победив в финальном матче харьковский «Металлист». В сезоне 1992/93 «Черноморец» стал бронзовым призёром Украины. В течение 4 сезонов, проведённых в «Черноморце», Кошелюк в чемпионатах сыграл 87 матчей и отметился 12 голами, ещё 13 матчей (2 гола) сыграл за в национальных кубках.

### Израиль и Россия
За год до своего переезда в Израиль Кошелюк имел шанс переехать в Бельгию. «Черноморец» и льежский «Стандард» согласовали все условия трансфера, но переход сорвался в последний момент из-за проблем с получением бельгийской визы. Кошелюк ещё один сезон отыграл в одесском клубе. 13 октября 1993 года в домашнем поединке 11-го тура Украины против днепропетровского «Днепра» сыграл свой последний матч за одесситов (2:1). По завершении этого матча отправился в Израиль. Там начал выступать в составе иерусалимского «Бейтара», цвета которого защищал в 1994 году. За клуб сыграл 31 матч и отметился 9 голами в национальном чемпионате. В начале 1990-х годов практически в каждой команде из Израиля было по 2—3 игрока из бывшего Советского Союза. В это время в чемпионате играло много технически сильных, но слабо физически готовых игроков. Поэтому в «Бейтаре» Кошелюку приходилось быть «двигателем команды». В Иерусалиме в то время выступало от 7 до 9 игроков национальной сборной Израиля. В сезоне 1994/95 годов защищал цвета «Хапоэля» Хайфа, в составе которого в чемпионате Израиля сыграл 30 матчей и отметился 3 голами. В сезоне 1995/96 выступал в составе «Хапоэля» Ришон-ле-Цион, в израильском чемпионате сыграл 29 матчей, забил три гола. В сезоне 1996/97 в чемпионате сыграл 26 матчей за «Хапоэль» Бейт-Шеан. В 1997 году контракт выкупило московское «Торпедо-Лужники».
«Торпедо» выступало в высшем дивизионе. 9 июля 1997 года Кошелюк дебютировал за «Торпедо» в домашнем матче 17-го тура против сочинской «Жемчужины» (3:1). В составе клуба в чемпионате провёл 16 матчей, ещё один — в Кубке России и четыре в еврокубках. Кроме того, сыграл 4 матча (2 гола) за фарм-клуб москвичей, «Торпедо-Д», который выступал во второй лиге.

### Возвращение на Украину и вояж в Красноярск
Из-за конфликта с руководством московского клуба Кошелюк перестал попадать в заявку. Благодаря знакомству с Игорем Белановым на правах аренды выступал в мариупольском «Металлурге». 17 марта 1998 года дебютировал в домашнем матче 16-го тура чемпионата Украины против «Кривбасса» (1:1). За время, проведённое в Мариуполе, сыграл 8 матчей в высшей лиге. В этот период выступал под руководством Николая Павлова. Кроме этого, с 1998 по 1999 годы защищал цвета любительского одесского клуба «Рыбак-Дорожник». Аренда в «Металлурге» завершилась, и Кошелюк вернулся в Москву.
Московскому «Торпедо» Кошелюк, как и раньше, был не нужен, поэтому его контракт выкупила команда Первой лиги чемпионата России «Металлург» Красноярск, которую тренировал Иштван Секеч. Кошелюк подписал 3-летний контракт. 4 апреля 1999 года дебютировал в выездном матче 2-го тура первой лиги против читинского «Локомотива» (1:1). Дебютный гол забил 1 мая на 60-й минуте (реализовал пенальти) домашнего поединка 7-го тура против «Арсенала» (2:3). В течение своего пребывания в «Металлурге» в первой лиге сыграл 93 матча и отметился 3 голами, ещё три матча провёл в Кубке России.

### Второе возвращение на Украину и вояж в Казахстан
После завершения контракта с «Металлургом» вернулся на Украину. С 2002 по 2003 годы выступал в составе любительских клубов «Тирас-2500» (Белгород-Днестровский), ИРИК (Одесса) и «Иван» (Одесса).
В 2003 году переехал в Казахстан, где подписал контракт с клубом «Есиль-Богатырь» из высшей лиги. 15 апреля 2003 года дебютировал в выездном поединке 2-го тура против «Атырау» (1:0). Единственный гол забил 23 марта на 11-й минуте домашнего поединка 8-го тура против «Шахтёра» Караганда (1:1). В чемпионате сыграл 11 матчей.

### Третье возвращение на Украину и завершение профессиональной карьеры
В 2004 году подписал контракт с представителем второй лиги чемпионата Украины ФК «Черкассы», выступал на позиции под нападающим. Дебютировал 28 марта в выездном матче 16-го тура против симферопольского «Динамо-ИгроСервиса» (0:2). Единственный гол забил 12 апреля 2005 года на четвёртой минуте выездной встречи против донецкого «Олимпика» (6:1). В черкасской команде провел три неполных сезона, за это время во второй лиге чемпионата Украины сыграл 50 матчей, ещё 4 матча провел в Кубке Украины. После этого Кошелюк решил завершить выступления на профессиональном уровне.
С 2006 года выступал за команду «Реал Фарма» в чемпионате Одессы. В своем дебютном сезоне за любительский клуб сыграл 21 матч, забил три гола. В 2006 году стал победителем чемпионата Одессы, а в 2007 году — бронзовым призёром турнира. В сезоне 2011/12 годов одесситы дебютировали на профессиональном уровне. Команда заявилась для участия в группе А второй лиги чемпионата Украины. 23 июля 2011 года в выездном матче группы А против команды «СКАД-Ялпуг» (1:2) Кошелюк вернулся к выступлениям на профессиональном уровне. Всего в сезоне 2011/12 годов Кошелюк 8 раз выходил на поле.

## Карьера в сборной
В составе молодёжной сборной СССР дебютировал 24 сентября 1991 на Центральном стадионе «Динамо» (Москва) в группе 3 молодёжного чемпионата Европы 1992 года против сверстников из Венгрии. Вышел на поле в стартовом составе и отыграл весь поединок. Матч завершился победой молодых советских футболистов со счетом 2:0.

## Футбольная деятельность
С июля 2011 года занимал должность администратора в клубе «Реал Фарма». С 2012 по 2013 годы работал тренером в клубе ФК «Таирово». С 2014 года — тренер ДЮФК «Одесса».

## Достижения

### На профессиональном уровне
- Чемпионат Украины
  - Бронзовый призёр (1): 1992/93
- Кубок Украины
  - Обладатель (1): 1992

### На любительском уровне
- Чемпионат Одессы
  - Чемпион (1): 2006
  - Бронзовый призёр (1): 2007